# Ветропарк Бајгора
Ветропарк Бајгора је ветропарк у Србији и највећи на простору аутономне покрајине Косово и Метохија. Има капацитет од 102.6 MW и процењује се да има укупну годишњу производњу од 320 GWh, док је систем пројектован да ради најмање 25 година.

## Опште информације
Ветроелектрана Бајгора се налази на око 40 километара северно од Приштине у јужном подножју Копаоника у Србији и налази се на надморској висини од 1800 м. Он чини десетину домаћег инсталираног капацитета на простору Косова и Метохије. Налази се на простору општине Косовска Митровица.
Састоји се од 27 ветротурбина типа ГЕ 3,8 — 137, од којих свака има капацитет од 3,8 кW. Висина главчине је 110 метара, а пречник ротора 137 метара. Свака од турбина има три лопатице пречника 19,8 метара које су причвршћене за ротор турбине који претвара кретање у енергију. Први пут је почео да испоручује електричну енергију у мрежу са девет генератора у новембру 2021. Такође, изграђена је трафостаница од 120 MW да трансформише електричну енергију ветропарка на ниво од 110 kV.